# Mobile Geschäftsstelle

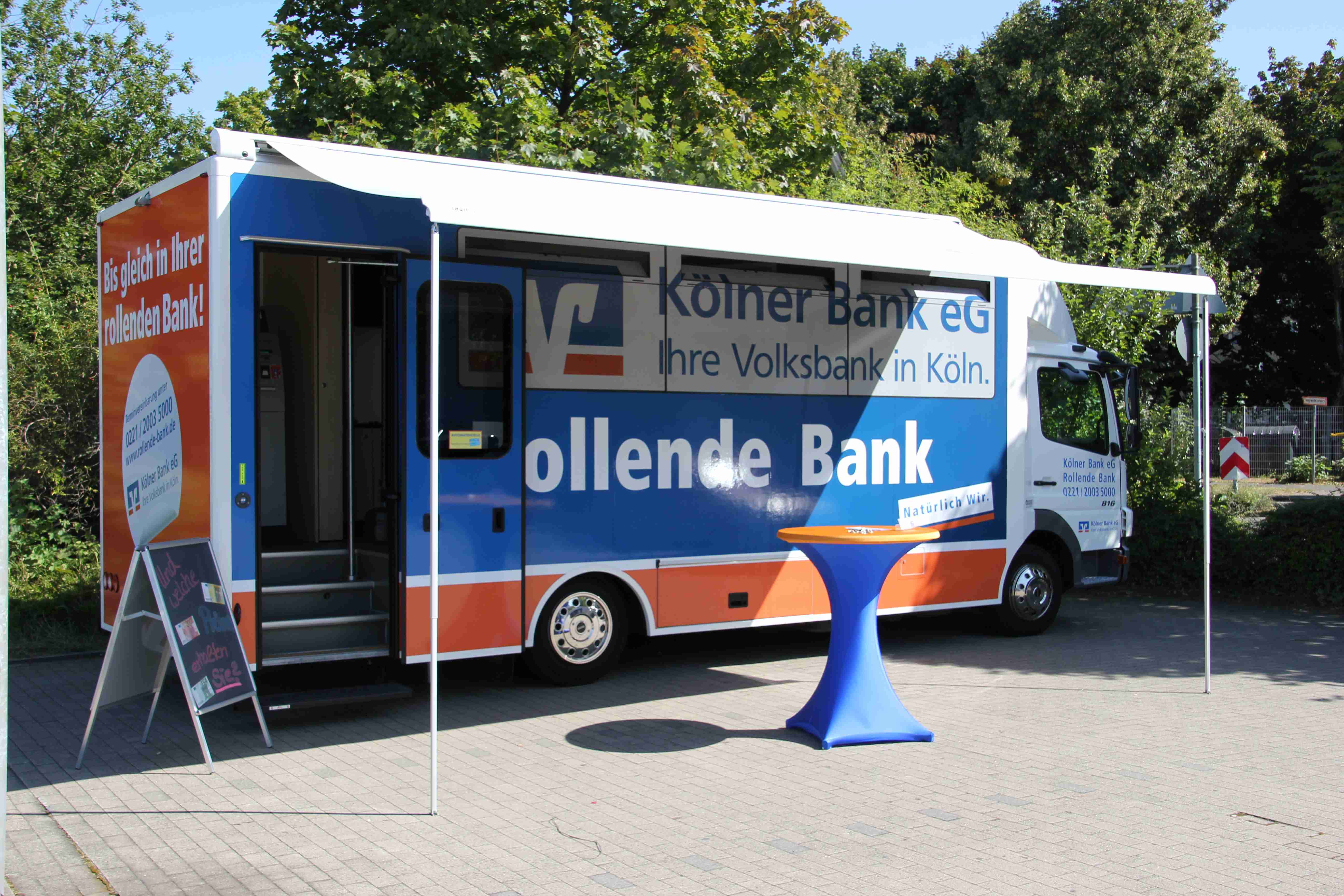
Rollende Bank der Kölner Bank

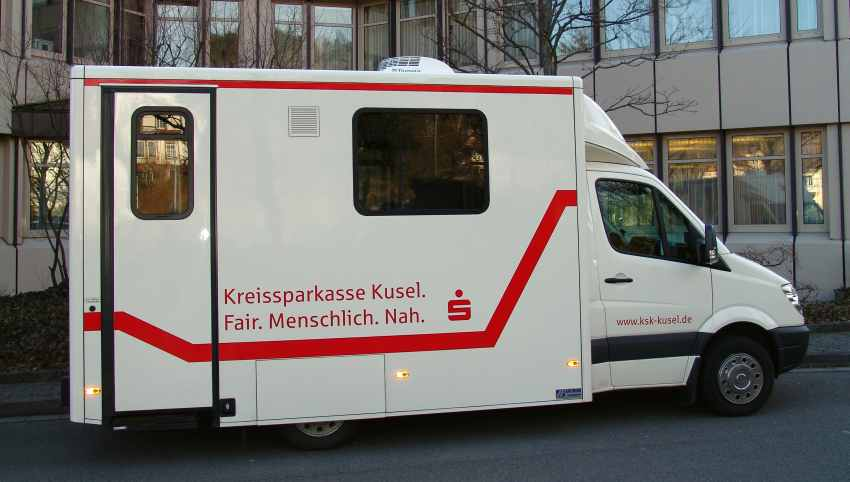
Mobile Geschäftsstelle der Kreissparkasse Kusel

Eine mobile Geschäftsstelle ist eine „rollende“ Filiale eines Unternehmens oder einer Institution und dient in kleineren Ortschaften, ländlichen Regionen oder Stadtrandzonen als Alternative zu stationären Geschäftsstellen.
Meist bieten mobile Geschäftsstellen das Vollsortiment stationärer Filialen an. Als Basisfahrzeug dient in der Regel ein speziell umgebauter Transporter oder kleiner Lastkraftwagen.
Dieser Service wird inzwischen von Sparkassen, Genossenschaftsbanken, Privatbanken und Krankenkassen angeboten. Die mobile Geschäftsstelle fährt oft nach einem bestimmten Fahrplan und hält an vorher festgelegten „Haltestellen“, die mancherorts sogar beschildert sind.
Das Konzept war insbesondere mit so genannten Bankbussen in der Zeit des Wirtschaftswunders nach dem Zweiten Weltkrieg häufig zu finden, auch nach der Deutschen Wiedervereinigung versuchten westdeutsche Banken, ostdeutsche Sparer mit auf die Schnelle umgerüsteten Bussen zu gewinnen.